# Lee Altus
Lee Altus (Odessa, 13 maggio 1966) è un chitarrista statunitense di origine ucraina di musica heavy metal, attualmente nelle file del gruppo thrash metal Exodus dal 2005, ove ha preso il posto di Rick Hunolt.
È anche un membro storico degli Heathen e, tra il 1993 e il 1997, ha militato nel gruppo industrial metal tedesco Die Krupps. Altus fece anche un'audizione nei Megadeth nel 1989, ma preferì non entrare nel gruppo a causa dell'uso smodato di droghe da parte dei suoi membri.